# (289021) Juzeliunas
(289021) Juzeliunas est un astéroïde de la ceinture principale.

## Description
(289021) Juzeliunas est un astéroïde de la ceinture principale. Il fut découvert le 12 octobre 2004 à Moletai par Kazimieras Černis et Justas Zdanavičius. Il présente une orbite caractérisée par un demi-grand axe de 3,16 UA, une excentricité de 0,10 et une inclinaison de 9,5° par rapport à l'écliptique.

## Compléments